# Cabela's Dangerous Hunts
Cabela's Dangerous Hunts is een simulatievideospel, ontwikkeld door Funlabs. Het spel is op 11 november 2003 uitgegeven door Activision voor de PlayStation 2 en de Xbox.
In Dangerous Hunts kan men kiezen tussen singleplayer en multiplayer over internet.
Bij singleplayer kan men kiezen tussen quick hunt, action zone en career mode.
Bij quick hunt kan men een gebied kiezen en de dieren waarop men wil jagen en daarna vrij op dat dier jagen.
Bij action zone wordt men elke keer als je een ronde haalt op een andere plek in een map geplaatst. De bedoeling is dat de speler daar alle dieren in het gebied dood en binnen de daarna gegeven tijd door een gele ring loopt zodat je naar de volgende ronde kan.
Bij career mode kan je een eigen profiel creëren en zelf je geslacht, uiterlijk en leeftijd kiezen. Elke leeftijd heeft een voordeel en een nadeel.
In alle drie de modes mag men geen dieren doodschieten buiten de gene die op het label links boven in het beeld staat. Als men toch een ander dier doodschiet krijgt men een geldboete. Er is echter een uitzondering, als het dier je aanvalt mag je het dier wel doden want dat is uit zelfverdediging.
Tijdens het spelen moet de speler goed letten op het terrein en het seizoen. Als je niet gezien wilt worden door de dieren moet je niet in de winter met een oranje vest gaan lopen. Dieren kunnen je ook horen, daarom moet je sluipen om dicht genoeg te kunnen komen bij een dier. En als laatste kunnen de dieren je ook ruiken. Je moet dus zorgen dat de wind de andere kant op waait.
Als laatste moet men ook goed letten op zijn eigen conditie. De speler moet letten op zijn energie om te kunnen rennen en of je genoeg voedsel en water bij je hebt. Als je lang rent krijg je vanzelf dorst en honger.

## Dieren
In Dangerous Hunts zijn 26 verschillende dieren beschikbaar. Sommige zijn agressief en sommige rennen weg als ze je zien, ruiken of horen.
| Berggeit (Sneeuwgeit) | Hyena         | Poema         |
| Coyote                | Impala        | Wapiti        |
| Dalls schaap          | Kaapse buffel | Wild zwijn    |
| Dikhoornschaap        | Kariboe       | Witstaarthert |
| Duiker                | Kodiak beer   | Wolf          |
| Eland                 | Koedoe        | IJsbeer       |
| Gaffelbok             | Luipaard      | Zebra         |
| Gemsbok               | Muildierhert  | Zwarte beer   |
| Grizzlybeer           | Neushoorn     |               |

## Wapens
In het spel kan men kiezen tussen verschillende soorten wapens zoals geweren, shotguns, pistolen, messen en bogen. In een hunt kan de speler voor een ´hoofdwapen´ en een ´verdedigingswapen´ kiezen. Onder de hoofdwapens vallen de bogen, geweren en shotguns. Messen en pistolen zijn daarentegen verdedigingswapens. Hieronder staat een lijst met de wapens.
Geweren:
- .270 Bolt Action Rifle
- 7mm Magnum Semi-Automatic Rifle
- .30-06 Lever-Action Rifle
- .338 Magnum Bolt-Action Rifle
- .358 Lever-Action Rifle
- .416 Magnum Bolt-Action Rifle
- .460 Magnum Bolt-Action Rifle
- .510 Magnum Bolt-Action Rifle

Shotguns:
- 10 Gauge Pump Shotgun
- 12 Gauge Pump Shotgun
- 10 Gauge Gas-Loaded Magnum Shotgun

Bogen:
- Recurve Bow
- Compound Bow
- Crossbow

Pistolen:
- .44 Revolver
- .454 Revolver
- .45-70 Revolver

messen:
- 5" Blade Knife
- 7" Blade Knife
- 12" Blade Knife